# Шахно, Константин Устинович
Константин Устинович Шахно́ (1909—1995) — советский учёный-математик, педагог, автор учебников.

## Биография
Родился в семье служащего, потеряв родителей, воспитывался с сестрой в детском доме.
После окончания в 1928 году с отличием ветеринарного техникума, поступил на физико-математический факультет Ленинградского университета и, будучи студентом, по рекомендации академика И. М. Виноградова, принят на кафедру высшей математики Ленинградского политехнического института (ЛПИ) ассистентом.
В 1932—1942 годах, после окончания университета, продолжил работу на кафедре математики ЛПИ.
В 1942—1945 годах — участник Великой Отечественной войны, ушёл добровольцем на фронт из блокадного Ленинграда. Воевал в звании старшего техника-лейтенанта в дорожных войсках на Северо-Западном, Брянском и 3-м Прибалтийском фронтах.
В 1945—1957 годах преподавал на кафедре математики Ленинградского электротехнического института им. В. И. Ульянова (Ленина) и в Высшем военно-морском инженерном училище ВМФ СССР.
В 1957—1984 годах преподавал на кафедре математики Ленинградского политехнического института.
Похоронен на Северном кладбище Санкт-Петербурга.

## Сочинения
Учебники, сборники задач и справочники, написанные К. У. Шахно, были изданы в СССР общим тиражом около 3 млн экземпляров:
- Сборник конкурсных задач по математике с решениями: к изучению дисциплины. — Л., 1951 (3-е изд. Л., 1954) — 216 с.
- Сборник задач по математике: пособие для учителей 8-10 классов. — Л.-М., 1952 (3-е изд. Л., 1956). — 212 с.
- Справочник по элементарной математике: справочное издание. — Л., 1955. — 207 с.
- Справочник по математике. Пособие для учащихся 8-10 классов. — Л., 1957 (2-е изд. Л., 1961) — 215 с.
- Пособие по математике для поступающих в высшие учебные заведения. Сборник конкурсных задач по математике с решениями. 4-е изд. — Минск, 1960 (8-е изд. Минск, 1964) — 235 с.: черт.
- Как готовиться к приёмным экзаменам в вуз. Математика. — Л., 1961 (2-е изд. Л., 1962)
- Элементы теории функций комплексной переменной и операционного исчисления: научное издание. — Л., 1961 (2-е изд. Минск, 1975) — 400 с.
- Сборник задач по элементарной математике повышенной трудности. — Минск: Высшая школа, 1963 (5-е изд. Минск, 1969) — 523 с.
- Как готовиться к приёмным экзаменам в вуз по математике. 3-е изд. — Минск, 1965 (10-е изд. Минск, 1973) — 389 с.: с черт.
- Из сборника задач по математике. Пособие для учителей 8-10 классов. Задачи. (Алгебра и тригонометрия.) — [М.], 1966. (Моск. гос. ун-т им. М. В. Ломоносова. Заоч. матем. школа.)
- Справочник по математике. 3-е изд. — Минск, 1967 (4-е изд. Минск, 1968)
- Элементарная математика для окончивших среднюю школу: к изучению дисциплины. — Л., 1976. — 431 с.

## Семья
Сын — Шахно Владимир Константинович, доцент кафедры высшей математики Санкт-Петербургского политехнического университета Петра Великого.